# Ove Hansen (fodboldspiller, født 1966)
 For alternative betydninger, se Ove Hansen. (Se også artikler, som begynder med Ove Hansen)
Ove Hansen (født 9. april 1966) er en dansk tidligere fodboldspiller og nuværende løbetræner.

## Karriere

### Fodboldspiller
Ove Hansen begyndte sin karriere i Herning Fremad i 1985, hvorfra han skiftede til Ikast fS i 1987.
Han var derfor med, da Superligaen blev skabt i 1991, da Ikast var med i den nye bedste række. Han var en målfarlig angriber, der især var kendt for sin fart, hvilket gav ham tilnavnet "Turbo-Ove". Han spillede i Ikast frem til 1996, bortset fra en kort afstikker til OB i foråret 1995, og han scorede i superligaperioden 35 mål i 115 kampe.
Fra årsskiftet 1996-97 spillede han i østrigske SV Ried, hvor han i 39 bundesligakampe scorede seks mål. Efter halvanden sæson der vendte han tilbage til Danmark og Aarhus Fremad, der for anden sæson spillede i Superligaen. Klubben rykkede imidlertid ned i sommeren 1999, og Ove Hansen skiftede til Holstebro Boldklub, hvor han efter en enkelt sæson afsluttede sin karriere i 2000.

### Efter fodbolden
Efter sin tid som fodboldspiller arbejdede Ove Hansen i en periode på slagteri og fungerede som ungdomstræner i fodbold. Her trænede han blandt andet sin egen søn, Simon Hansen, der som sin far også var meget hurtig. Simon Hansen er senere skiftet til atletik, hvor han har været med til at sætte ny dansk rekord i 4 × 100 meterløb og selv forbedret den danske rekord i 200 meterløb.
Sammen har Ove og Simon Hansen etableret firmaet Runfasterdk, der hjælper sportsudøvere i at forbedre hurtigheden.